# Galium subvillosum
Galium subvillosum är en måreväxtart som beskrevs av Otto Wilhelm Sonder. Galium subvillosum ingår i släktet måror, och familjen måreväxter.

## Underarter
Arten delas in i följande underarter:
- G. s. subglabrum
- G. s. subvillosum